# Alpbach (Leitzach)
Der Alpbach ist ein ganzjähriges Fließgewässer im Mangfallgebirge.
Er entsteht aus dem Zusammenfluss von rechtem Steilenbach und linkem Krottentaler Graben, er verläuft 2,1 km lang etwa nordnordostwärts bis zur Mündung in die Leitzach. Zusammen mit dem längeren Oberlauf Steilenbach ist er 7,4 km lang.